# Melanochlamys
Melanochlamys is een geslacht van weekdieren uit de klasse van de Gastropoda (slakken).

## Soorten
- Melanochlamys algirae (A. Adams in G. B. Sowerby II, 1850)
- Melanochlamys barryi Gosliner, 1990
- Melanochlamys cylindrica Cheeseman, 1881
- Melanochlamys diomedea (Bergh, 1894)
- Melanochlamys ezoensis (Baba, 1957)
- Melanochlamys fukudai Cooke, Hanson, Hirano, Ornelas-Gatdula, Gosliner, Chernyshev & Valdés, 2014
- Melanochlamys handrecki Burn, 2010
- Melanochlamys kohi Cooke, Hanson, Hirano, Ornelas-Gatdula, Gosliner, Chernyshev & Valdés, 2014
- Melanochlamys lorrainae (Rudman, 1968)
- Melanochlamys maderensis (Watson, 1897)
- Melanochlamys papillata Gosliner, 1990
- Melanochlamys queritor (Burn, 1957)
- Melanochlamys wildpretii Ortea, Bacallado & Moro, 2003